# ギオルギ・トヒライシヴィリ
ギオルギ・トヒライシヴィリ（グルジア語: გიორგი თხილაიშვილი、Giorgi Tkhilaishvili、1991年4月8日 - ）は、ラグビー・ヨーロッパ・スーパーカップ・ブラックライオンに所属するラグビーユニオン選手。

## プロフィール
- ジョージア・コブレチ出身。
- ポジションはフランカー(FL)[1]。
- 身長 180cm、体重 103kg
- ジョージア代表キャップは56（2020年4月現在）でラグビーワールドカップ2015・ラグビーワールドカップ2019のジョージア代表に選ばれた[2]。

## 略歴
バトゥミRC、RCアルミア・トビリシを経て、2014年、バトゥミRCに復帰。 
2021年、ブラックライオンに加入。